# Roman von Ungern-Sternberg
Il barone Roman Nicolaus von Ungern-Sternberg, in russo: Roman Fëdorovič Ungern fon Šternberg (Роман Фёдорович Унгерн фон Штернберг; benché nato von Ungern-Sternberg, in età adulta egli preferì usare il nome di Ungern von Sternberg), noto anche come il Barone Nero, il Barone Pazzo, il Barone Sanguinario e Ungern Khan (Graz, 10 gennaio 1886 – Novonikolaevsk, 15 settembre 1921), è stato un generale e signore della guerra russo di origine baltico-tedesca. Fu dapprima luogotenente-generale russo e uno dei capi delle truppe bianche durante la guerra civile russa. Successivamente tentò di creare una monarchia lamaista indipendente in Mongolia e nei territori ad est del lago Bajkal.

## Biografia
Roman Nicolaus von Ungern-Sternberg nacque a Graz, in Austria, da una famiglia di Tedeschi del Baltico. Crebbe a Reval (oggi Tallinn), capitale dell'Estonia allora parte dell'Impero zarista, con il patrigno Oscar von Hoyningen-Huene. Durante la sua adolescenza, Ungern-Sternberg era conosciuto per il suo comportamento tirannico con altri adolescenti e la sua crudeltà con gli animali. Dopo aver frequentato la scuola militare di Pavlovsk a San Pietroburgo e laureatosi nel 1908, fu di stanza in Siberia, dove rimase affascinato dallo stile di vita nomade delle tribù dei mongoli e dei buriati. Durante la prima guerra mondiale, egli combatté nella Galizia polacca, dove guadagnò la fama di ufficiale coraggioso ma, al tempo stesso, sconsiderato e mentalmente instabile. Il generale Vrangel' scrisse infatti nelle sue memorie di temere la sua promozione. Dopo la rivoluzione di febbraio del 1917, venne inviato dal governo provvisorio russo nell'Estremo oriente russo, sotto il comando di Grigorij Semënov.
Ungern-Sternberg è estremamente orgoglioso delle origini aristocratiche della sua famiglia. Scrive che la sua famiglia non ha mai "ricevuto ordini dalle classi lavoratrici" e considera scandaloso che "i lavoratori sporchi che non hanno mai avuto i propri servi possano avere voce in capitolo nelle decisioni del vasto Impero russo".

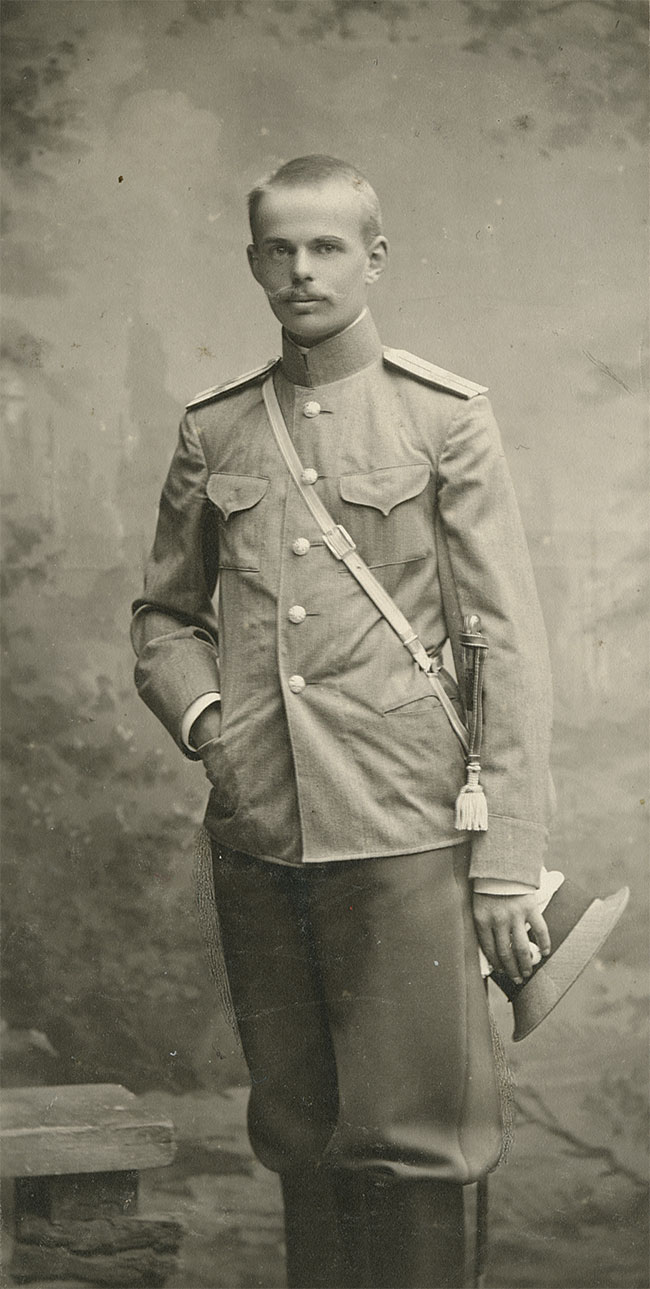
Roman von Ungern-Sternberg

### Con le truppe bianche
Dopo la rivoluzione d'ottobre ad opera dei bolscevichi, Semënov e von Ungern-Sternberg decisero di resistere all'avanzata delle truppe rosse; von Ungern-Sternberg nei mesi successivi si distinse per le crudeltà perpetrate contro la popolazione locale e i suoi sottufficiali, guadagnandosi l'epiteto di "Barone sanguinario". A causa del suo comportamento eccentrico, egli divenne noto anche come il "Barone pazzo". Sebbene sia Semënov sia von Ungern-Sternberg fossero anti-bolscevichi, essi non si dichiararono mai parte delle forze bianche e non riconobbero mai l'autorità dell'ammiraglio Aleksandr Vasil'evič Kolčak, comandante delle truppe bianche. Al contrario, i due vennero sostenuti dai giapponesi, che li rifornivano di armi e denaro. Era infatti nelle intenzioni del Giappone creare uno stato fantoccio guidato da Semënov nell'estremo oriente russo, lo Stato cosacco di Transbajkalia. Proprio per questa ragione i comandanti delle truppe bianche, fautori di una "Russia forte ed indivisibile", consideravano Semënov un traditore.
L'esercito di von Ungern-Sternberg comprendeva truppe russe, cosacchi e membri delle tribù buriate che attaccavano senza distinguo i treni carichi di rifornimenti sia per le forze bianche che per quelle rosse, in appoggio anche con la rivolta jakuta.
Siccome l'ammiraglio Kolčak aveva la base delle sue operazioni nella Siberia centrale, e Semënov e von Ungern-Sternberg operavano all'est di Kolčak (nella regione di Transbajkalia), i loro attacchi sui treni di approvvigionamento viaggianti verso ovest da Vladivostok sulla ferrovia transiberiana ostacolarono molto le operazioni di Kolčak negli Urali.
Nel 1920, von Ungern-Sternberg si separò da Semënov e divenne a sua volta un signore della guerra. Convinto che la monarchia fosse il solo sistema politico in grado di salvare il mondo occidentale dalla sua corruzione, cominciò a pensare di poter restaurare la dinastia Qing sul trono cinese e porre tutto l'Estremo Oriente sotto il controllo di quest'ultima.

### Dittatore della Mongolia
Nel 1919, la Mongolia venne occupata dalle forze repubblicane cinesi. Nel 1921, von Ungern-Sternberg, buddista, decise di creare una teocrazia lamaista in Asia. Le sue truppe, composte da volontari siberiani, mongoli e tibetani, entrarono in Mongolia su richiesta dell'VIII Bogd Khan, capo religioso e politico del paese. Nel gennaio di quell'anno, le truppe di von Ungern-Sternberg sferrarono diversi attacchi sulla capitale Urga (oggi Ulan Bator) ma vennero più volte respinti riportando ingenti perdite. Fu così che egli ordinò alle sue truppe di dare fuoco ai campi sulle colline intorno ad Urga, in modo tale che i difensori della città pensassero di essere circondati da forze in superiorità schiacciante; riuscì in tal modo, nel mese di febbraio, a prendere la città senza dover sferrare un nuovo attacco.
Il 13 marzo 1921 la Mongolia venne proclamata una monarchia indipendente e von Ungern-Sternberg ne divenne il dittatore militare e religioso. Tendente al misticismo ed affascinato dalla credenze e dalle religioni dell'Estremo Oriente (in particolare del buddismo), von Ungern-Sternberg, nella sua filosofia, mischiò eccezionalmente il nazionalismo russo con le credenze mongole e cinesi, ritenendo di essere la reincarnazione di Gengis Khan; von Ungern-Sternberg venne dichiarato un'emanazione di Mahakala dal XIII Dalai Lama, Thubten Gyatso.
Quasi 850 persone furono giustiziate per ordine del barone tra febbraio e agosto 1921.

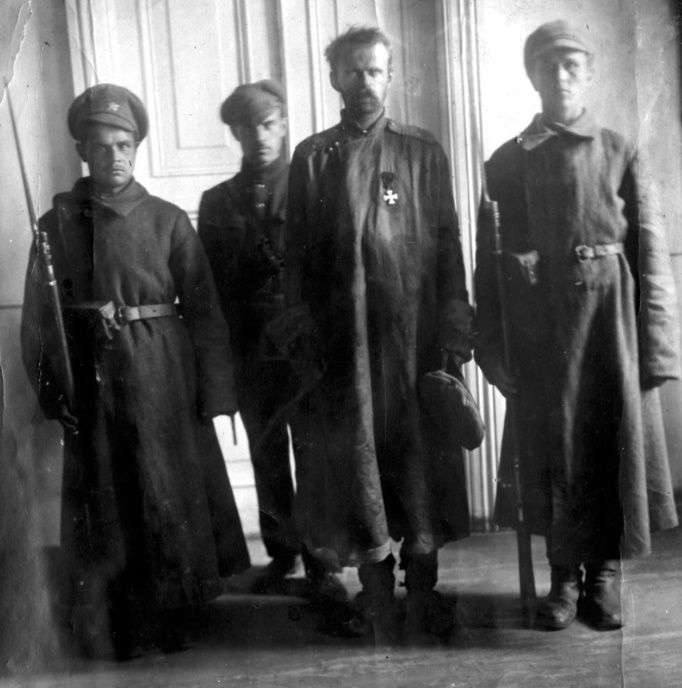
Roman Nicolaus von Ungern-Sternberg prima dell'esecuzione.

Un contingente bolscevico inviato in soccorso del capo filo-sovietico Sukhe-Bator decretò la sconfitta delle forze di von Ungern-Sternberg in Mongolia. Nel mese di maggio, egli tentò di invadere il territorio russo presso Troitskosavsk (oggi Kjachta, nella Repubblica dei Buriati). Dopo alcuni primi successi riportati tra maggio e giugno, venne definitivamente sconfitto tra luglio e agosto.

### La cattura da parte dei bolscevichi
Il 21 agosto, ospite del predone calmucco Ja lama, fu da questi tradito e consegnato al generale Bljucher, comandante dell'esercito rivoluzionario del popolo della Repubblica dell'Estremo Oriente e futuro Maresciallo dell'Unione Sovietica che cercò invano di convincerlo ad entrare nell'esercito sovietico.
Il 15 settembre von Ungern-Sternberg fu processato a Novonikolaevsk, oggi Novosibirsk, dal tribunale straordinario della Siberia. Riconosciuto colpevole di aver voluto creare uno Stato asiatico vassallo dell'Impero nipponico e di aver preparato il rovesciamento del potere sovietico per restaurare la monarchia dei Romanov, fu condannato a morte per fucilazione. Secondo la tradizione, egli ingoiò la sua medaglia raffigurante la Croce di San Giorgio per impedire che essa cadesse nelle mani dei bolscevichi.
L'anello con la svastica sarebbe entrato in possesso del generale Bljucher, e si dice che, dopo la morte di quest'ultimo a seguito delle torture, avvenuta nel 1938 durante l'epoca delle grandi purghe esso sia passato nelle mani del Maresciallo Žukov.

## Nella cultura di massa
Il Barone Nero è uno dei protagonisti di un albo di Corto Maltese del 1974, Corte Sconta detta Arcana. La vicenda, ambientata tra il 1918 e il 1920, vede l'arrivo di Corto in Siberia Orientale, dove assiste agli scontri della guerra civile russa. Mentre il governo bolscevico e i vari signori della guerra sono interessati a recuperare l'oro dello Zar custodito in un treno blindato, von Ungern-Sternberg mira a sconfiggere sia i comunisti russi sia gli eserciti al servizio degli Alleati per creare il suo personale impero, venendo infine sconfitto dalle soverchianti forze bolsceviche (come ci narra Corto alla fine della vicenda).
Compare nel romanzo Bestie, uomini e dei di Ferdynand Ossendowski.
Egli è un personaggio chiave nel gioco di ruolo Cybio Wars, dove ha assunto la nuova identità del leader politico Zarko. In questa versione, oltre che eccellente stratega e avversario dei bolscevichi, è anche un esperto di misticismo, tale da essere tornato dalla morte sotto forma di vampiro.
È presente nel videogioco sparatutto Iron Storm che racconta un 1964 alternativo in cui la prima guerra mondiale non è mai terminata e l'Occidente si trova a combattere contro un ipotetico Impero Russo-Mongolo guidato dal barone Nikolai Von Ugenberg, la cui storia trae spunto proprio dalla storia del Barone Nero.